# Ausztriai vasúttársaságok listája

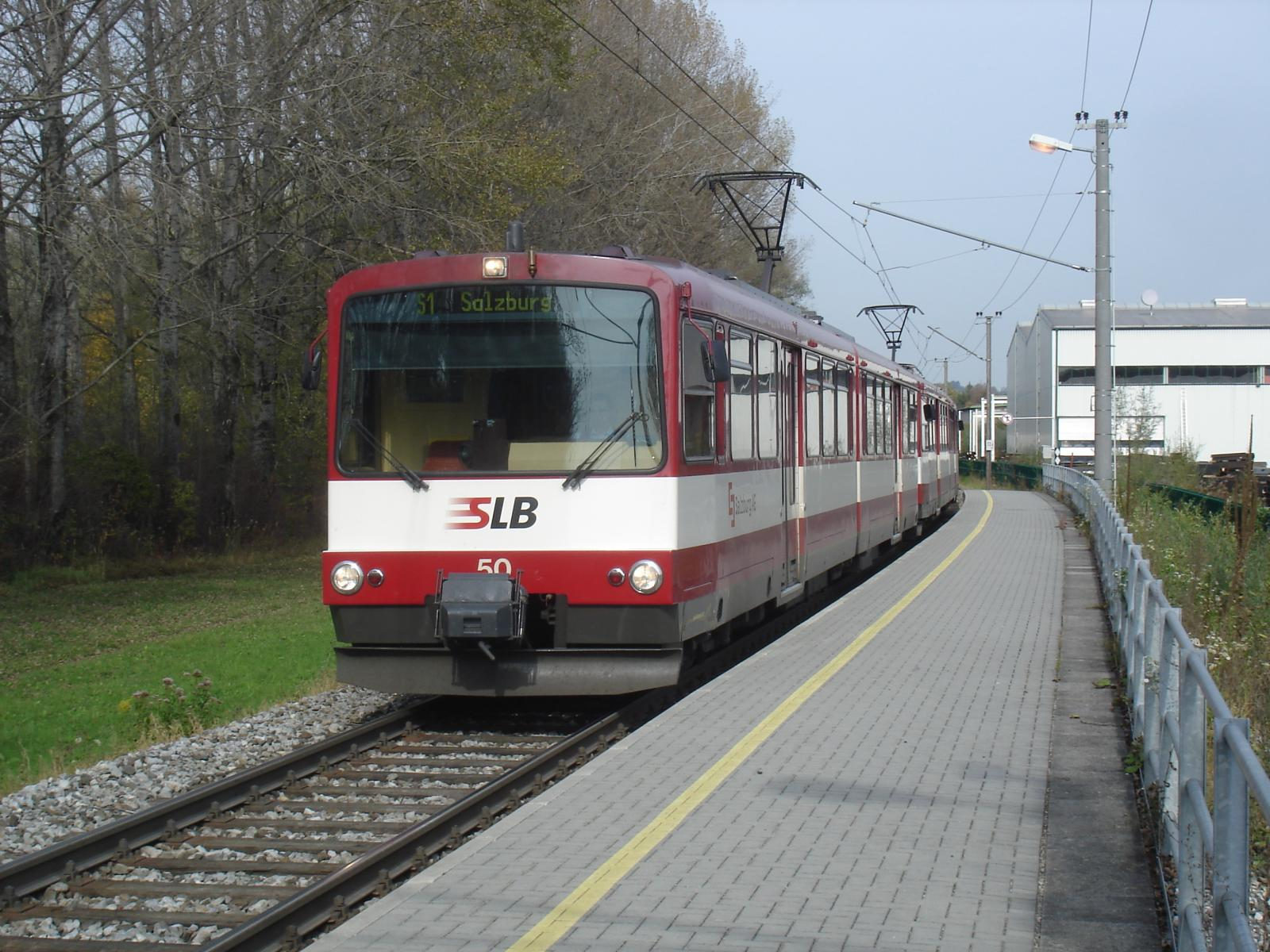
A Salzburger Lokalbahn szerelvénye

Ez a lista az ausztriai vasúttársaságok nevét tartalmazza.
- ÖBB - Österreichische Bundesbahnen
- CargoServ - Voest Steelworks
- GKB - Graz-Köflacher Bahn und Busbetrieb GmbH
- Höhenbahn Schoberboden - Reißeck-Seenplateau
- LTE - Logistik und Transport GmbH
- MBS - Montafonerbahn AG Bludenz-Schruns
- NÖSBB - Niederösterreichische Schneebergbahn GmbH
- RTS - Rail Traction Service
- SETG - Salzburger Eisenbahn Transport Logistik
- SLB - Salzburger Lokalbahn
- SRB - Südburgenländische Regionalbahn
- StB - Steiermarkbahn Transport und Logistik GmbH
- StH - Verkehrsbetriebe Stern & Hafferl
- StH - Verkehrsbetriebe Stern & Hafferl
- StLB - Steiermärkische Landesbahnen
- WESTbahn GmbH
- WLB - Wiener Lokalbahnen
- ZB - Zillertaler Verkehrsbetriebe AG